# Harald II van Denemarken
Harald II (ca. 994 - 1018) was koning van Denemarken van 1014 tot 1018.
Hij was de oudste zoon van Sven Vorkbaard (Sven I) en Gunhilda (eig. Swiatoslawa, dochter van Mieszko I van Polen en Dubravka van Bohemen) en al eerder regent terwijl zijn vader in oorlog was met Ethelred II van Engeland. Hij erfde de Deense troon in 1014 en stierf in november 1018. Na zijn dood werd hij opgevolgd door zijn broer Knoet de Grote (Knoet II).
Gorm · Harald I · Sven I · Harald II · Knoet II · Knoet III · Magnus I · Sven II · Harald III · Knoet IV · Olaf I · Erik I · Niels · Erik II · Erik III · Sven III · Knoet V · Waldemar I · Knoet VI · Waldemar II · Erik IV · Abel · Christoffel I · Erik V · Erik VI · Christoffel II · Waldemar III · Christoffel II · Waldemar IV · Olaf II · Margaretha I · Erik VII · Christoffel III · Christiaan I · Johan · Christiaan II · Frederik I · Christiaan III · Frederik II · Christiaan IV · Frederik III · Christiaan V · Frederik IV · Christiaan VI · Frederik V · Christiaan VII · Frederik VI · Christiaan VIII · Frederik VII · Christiaan IX · Frederik VIII · Christiaan X · Frederik IX · Margrethe II · Frederik X